# Музей хорватських археологічних пам'яток
Музей хорватських археологічних пам'яток, MHAS (хорв. Muzej hrvatskih arheoloških spomenika, MHAS) — державний археологічний музей у м. Спліті, Хорватія. Розташовується у районі Мея біля південного схилу пагорбу Мар'ян. Одне із найстаріших і найважливіших зібрань в своєму роді у Хорватії.
Заснований 24 серпня 1893 року. Постійна експозиція відкрита 25 липня 1978 року. У фондах музею нараховується понад 20 000 предметів. Музей має бібліотеку (бл. 6 000 творів) і майстерню, проводить археологічні дослідження.

## Історія
Заснований 24 серпня 1893 року у Книні як Перший музей хорватських пам'яток з метою збереження усіх середньовічних пам'ятників хорватської археологічної спадщини. Завдяки зусиллям дослідника-францисканця Луйо Маруна (1857—1939), велика кількість пам'яток уже була зібрана до того часу і зберігалася в монастирі святого Антонія у Книні. Із зростанням популярності музею, була зведена нова будівля на місці старого східного крила монастиря.
У зв'язку зі збільшенням кількості пам'яток, яка перевищила місткість будівлі, у 1912 році музей переїхав до сусіднього будинку Фонтана, потім у 1933 році перемістився до будинку в Книнській фортеці, який був спеціально перебудований для музею.
У роки Другої світової війни, тодішній директор музею і археолог Стьєпан Гуняча (1909—1981), перевіз зібрання з Книнської фортеці до Сіня, де воно перебувало до 1945 року; будівлю, звідки перемістили зібрання, зруйновано бомбардуваннями у 1943 році.
У 1946 році розпочато будівництво нової будівлі для потреб музею у Книнській фортеці. Однак через невдале розташування, цей проект незабаром відхили, після чого пам'ятки були переміщені до галереї Мештровича у Спліті. У 1955 році музей перевезли у складські приміщення колишнього цементного заводу на західному березі порту Спліт, де було запроектовано нову будівлю музею. У 1958 році тут була відкрита для публіки постійна експозиція, але тільки до 1960 року, коли рішення про будівництво музею на цьому місці відхилили.
У 1968 році, було прийнято рішення звести будівлю музею на його нинішньому місці в Спліті у районі Мея біля південного схилу пагорбу Мар'ян. Будівля зведена за проектом архітектора Младена Каузларича (1896—1971) і офіційно відкрита 5 грудня 1976 року; постійна експозиція була відкрита 25 липня 1978 року. Музей складається із двох будівель: адміністративної і виставкової.

## Колекція
Музей володіє однією з найважливіших ранньосередньовічних колекцій у Європі і нараховує близько 20 000 предметів (з яких експонується лише 25 %). Особливу цінність мають численні кам'яні пам'ятки епохи хорватських народних правителів, екземпляри кам'яної пластики та епіграфічні знахідки цього періоду.
У великій залі музею експонуються реконструйовані кам'яні вівтарні неба давньохорватських дороманських церков, частини церковних кам'яних меблів, баптистерій князя Вишеслава (бл. 800 р.), кам'яні фрагменти з іменами хорватських князів (наприклад, з написом князя Бранімира і плита з іменем короля Држислава). Велике значення має саркофаг королеви Олени, знайдений у Соліні. Його напис, що з'єднує розрізнені фрагменти, вичитав археолог Фране Булич (1836—1934). Текст цієї пам'ятки важливий для датування фактів часів хорватських народних правителів.
Серед фрагментів кам'яної пластики особливо виділяються фігура хорватського сановника і обличчя Мадонни з фронтону, знайдені у Біскупії під Книном. Велика також колекція предметів епохи Великого переселення народів, зібрана із ранньохристиянських некрополів. Особливо виділяється колекція зброї і шпор, а також колекція прикрас каролінгської епохи. Музей також має велику нумізматичну колекцією. У парку музею експонуються кам'яні надгробки, традиційні «стечаки».
Експозиція:
- Колекція кам'яних скульптур. Нараховує понад 3 000 кам'яних скульптур.
- Епіграфічна колекція. Включає епіграфічні пам'ятники IX—XII ст.
- Ювелірна колекція. Включає понад 5 000 предметів хорватських ювелірних виробів, серед яких: сережки, персні, намиста, різні аплікації, кулон, діадеми, кнопки тощо.
- Колекція знарядь та зброї. Включає знаряддя і зброю усіх періодів; найвідоміший експонат — пара позолочених дитячих шпор із Біскупії (поруч Книна).
- Нумізматична колекція. Особливу цінність має колекція візантійських монет (63 монети: 47 золотих і 16 мідних).

## Бібліотека
Бібліотека Музею хорватських археологічних пам'яток містить близько 6 000 книг, журналів і різних видань, в основному пов'язаних з епохою Середньовіччя. Бібліотечні фонди постійно поповнюються новими надходженнями.
Керівник бібліотеки — Гордана Перкович, бібліотекар.

## Майстерня
Музей володіє професійно обладнаною реставраційно-підготовчою майстернею, який займається очищенням та консервацією експонатів, а також реконструкцією металевих і кам'яних пам'яток. Послугами майстерні також користуються і багато інших установ.

## Розкопки
Серед розкопок, в яких брали участь працівники музею:
- Цівльяне
- Клапавіце
- Горнії Кольяні
- Церква св. Мартіна у Лепурі (с. Равні Котарі)
- Фортеця Сіньський град
- Црквіне (с. Ціста Веліка)
- Проложац Доньї-Постраньє, 1986—1997 (спільно з Місцевим історичним музеєм Імотський)
- Фортеця Чачвіна, 1992—1997
- Сплітська набережна

## Загальна інформація
Адреса: Stjepana Gunjace bb, 21000 Спліт, mu
Режим роботи:
- понеділок—вівторок: 9:00 — 13:00, 17:00 — 20:00
- субота: 9:00 — 14:00
- музей зачинений у неділю і святкові дні

Вартість відвідування: безкоштовно.

## Галерея

Галерея експонатів
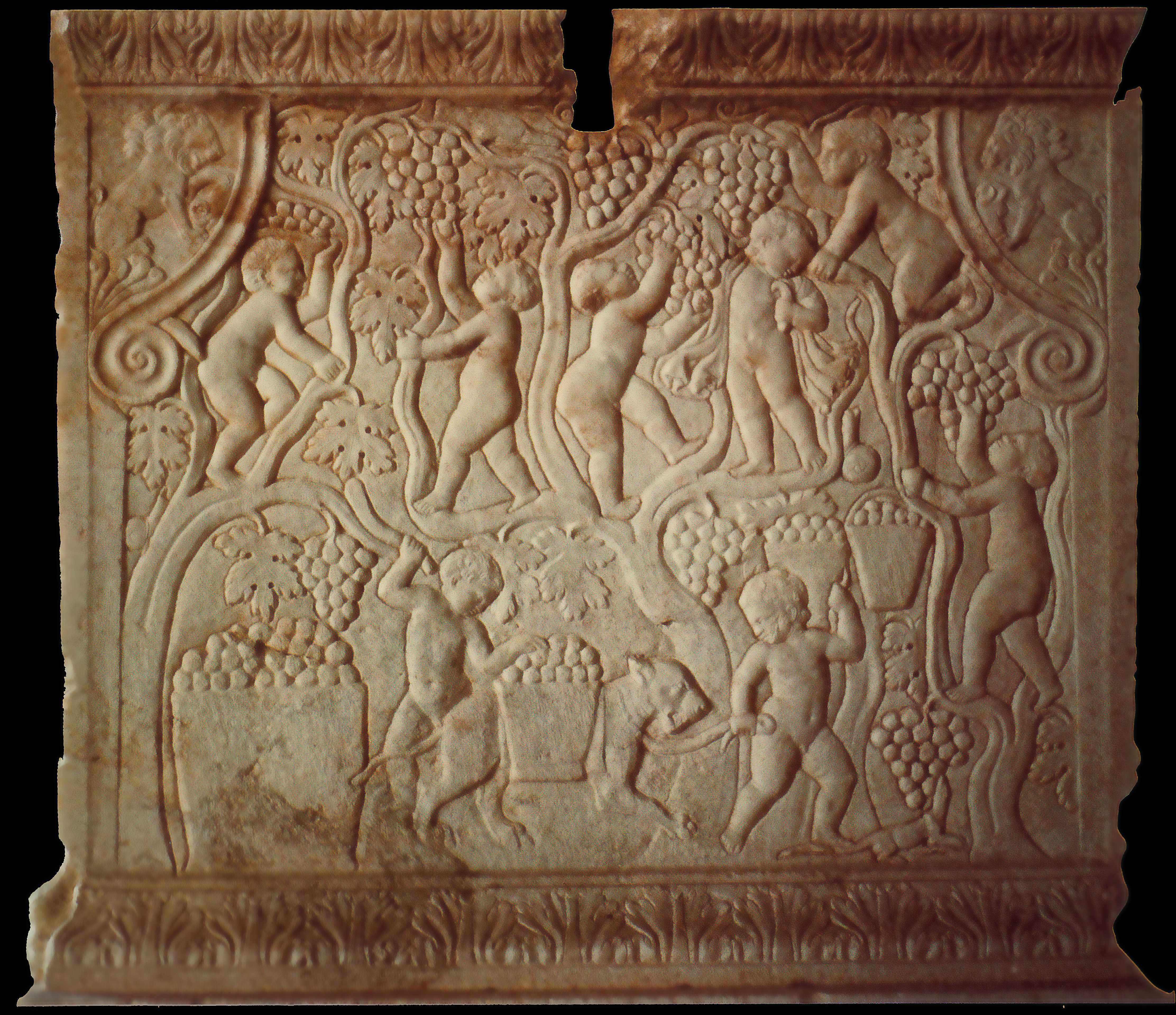
Саркофаг із зображенням амурів, знайдений у Соліні
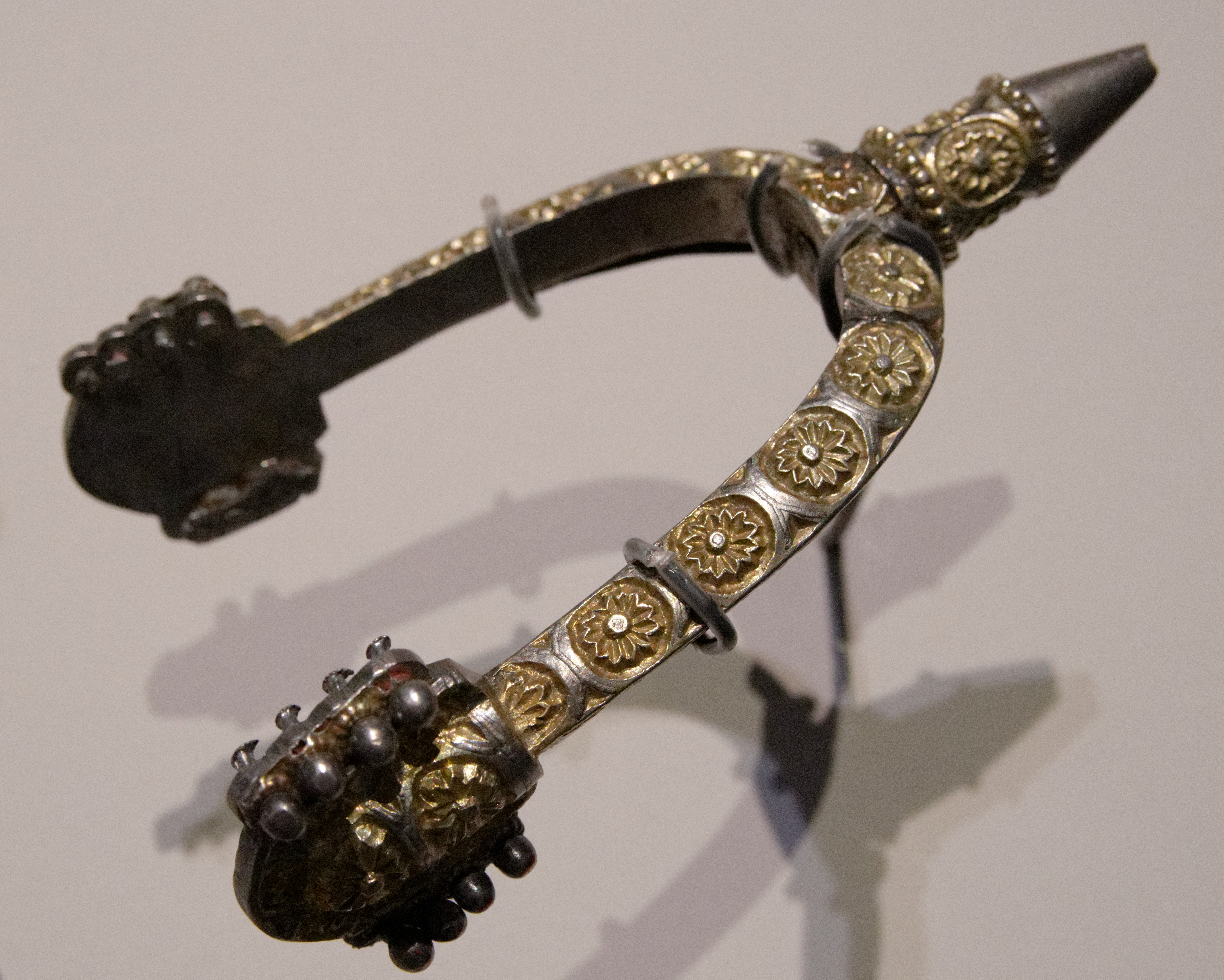
Шпора, знайдена у могилі хлопчика у Біскупії, IX ст.
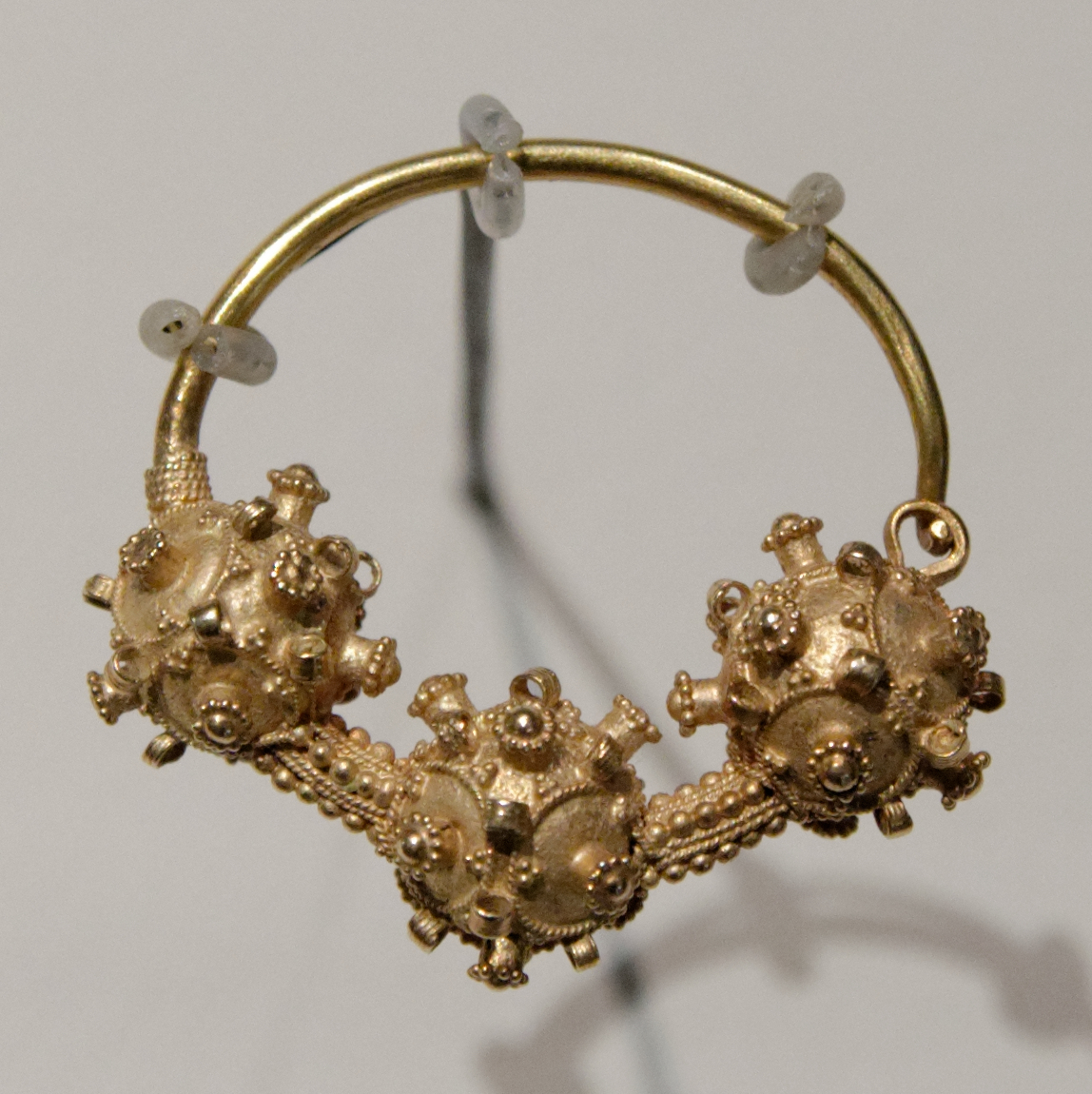
Золота сережка, знайдена під час розкопок у Церкві святого Спасіння біля р. Цетина, 1300/1350